# 1222
1222 (MCCXXII) a fost un an obișnuit al calendarului iulian.

## Evenimente
- 7 mai: Semnarea "Bulei de Aur" de către regele Andrei al II-lea al Ungariei.
- 4 iunie: Herat, revoltat împotriva dominației mongolilor, este recucerit de aceștia și întreaga sa populație este masacrată.
- 28 septembrie: Apariție a cometei Halley.
- 19 decembrie: Se confirmă priviliegiul maestrului Ordinului Cavalerilor Teutoni așezat în Țara Bârsei.

### Nedatate
- Cavalerii gladiferi devin stăpâni ai Estoniei; revoltă a păgânilor din regiune.
- Confruntarea în Accra între genovezi și pisani; cei dintâi se retrag din oraș.
- După un îndelungat asediu, genovezii ocupă orașul Ventimiglia.
- Este încheiat conventul cistercian din Alcobaca, în Portugalia.
- Este întemeiat orașul Dorpat, în Livonia.
- Fondarea Ordinului teutonic.
- Florența înfrânge Pisa.
- Menționarea "Țării românilor" în regiunea Sibiu-Făgăraș.
- Mongolii înaintează în India până la Multân, dar se retrag din cauza climatului nefavorabil.
- Mongolii trec Caucazul prin pasul Derbent, pătrunzând în stepa cumanilor; hanul acestora, Kotian, face apel la cnejii ruși pentru ajutor; după ce îi supun pe alani și pe cerchezi, mongolii trimit o ambasadă în Rusia, care este masacrată, fapt ce conduce la declanșarea ostilităților ruso-mongole; Kotian se refugiază la curtea socrului său, cneazul Mstislav de Halici.
- Ottokar I Premysl realizează unirea dintre Boemia și Moravia.

## Arte, științe, literatură și filozofie
- 29 septembrie: Este fondată Universitatea din Padova.

## Nașteri
- 16 februarie: Nichiren, călugăr budist și filosof japonez (d. 1282)
- 28 martie: Hermann al II-lea de Turingia (d. ?)
- Andrei al II-lea, mare cneaz de Vladimir (d. 1264)
- Theodoros al II-lea Laskaris, viitor împărat de Niceea (d. ?)

## Decese
- 1 februarie: Alexios I, împărat bizantin de Trapezunt (n. 1182)
- 10 martie: Ioan I, rege al Suediei (n. 1201)
- 2 august: Raymond al VI-lea, conte de Toulouse (n. 1156)
- 12 august: Vladislav al III-lea, duce de Boemia (n. 1160)

### Nedatate
- august: Theodoros I Laskaris, împărat bizantin la Niceea (n. 1204)
- Wilhelm I conte de Olanda (n. ?)

## Înscăunări
- august: Ioan al III-lea Ducas Vatatzes, împărat bizantin la Niceea (1222-1254).
- Abd-el Wahid, calif almohad, în Spania.
- Eric al XI-lea, rege al Suediei (1222-1250).